# Клибик, Валентина Сергеевна
Валентина Сергеевна Клибик (латыш. Valentīna Klibiķe; род. 9 июля 1930, Саратовская область) — латвийский советский государственный деятель, депутат Верховного Совета Латвийской ССР нескольких созывов, председатель Верховного Совета Латвийской ССР (1975—1985).

## Биография
После окончания средней школы Валентина Клибик окончила Латвийский государственный педагогический институт. С 1952 года методист Даугавпилсского института усовершенствования учителей. В 1953 году назначена директором средней школы, затем стала инспектором, заведующей городским отделом народного образования.
Член КПСС с 1956 года.
Была направлена и окончила Высшую партийную школу при ЦК КПСС.
С 1961 года—секретарь Вилянского райкома Компартии Латвии. Затем инструктор,  лектор ЦК Компартии Латвии, второй секретарь Даугавпилсского горкома КП Латвийской ССР.
В 1967 — председатель оргкомитета Латгальского праздника песни и танца.
С 1969 года — заместитель заведующего отделом науки и учебных заведений ЦК Компартии Латвии.
С 1970 года секретарь Рижского горкома Компартии Латвии. Отвечала за партийное образование, в которое было вовлечено более 80 тысяч человек, с ними работало 6590 пропагандистов. 130 тысяч рижан были охвачены экономической учёбой.
В 1971 году была избрана депутатом Верховного Совета Латвийской ССР восьмого созыва, кандидатом в члены ЦК Компартии Латвии.
В 1975—1985 годах была председателем Верховного Совета Латвийской ССР, в 1985—1989 — секретарём его президиума.
В 1989 году была избрана народным депутатом СССР от Комитета советских женщин, на Съезде народных депутатов была избрана от Латвийской ССР членом Совета Национальностей Верховного Совета СССР, являлась секретарём Комитета по делам женщин, охраны семьи, материнства и детства, после отставки И. Бишерса — заместителем председателя Совета Национальностей.
Активно участвовала в восстановлении независимости Латвии, добившись как народный депутат СССР и заместитель председателя Совета национальностей включения вопроса о признании государственной независимости балтийских стран в повестку V съезда народных депутатов. Однако голосование по этому вопросу два раза было отрицательным.
В 2002 году ей было отказано в праве на специальную государственную пенсию за заслуги перед Латвией в размере 80 % от зарплаты действующих депутатов Сейма, которую получали все депутаты Верховного Совета Латвийской ССР, проголосовавшие за её независимость 4 мая 1990 года по закону «О правовом статусе и пенсиях депутатов Верховного Совета Латвийской Республики». Изменения в законе, принятые в 2002 году, предусматривали присвоение таких персональных пенсий также тем бывшим народным депутатам СССР, которые способствовали восстановлению независимости ЛР, однако не в общем порядке, а по решению специально созданной комиссии Кабинета министров. Через 6 лет после отрицательного решения этой комиссии за присвоение пенсии Валентине Сергеевне ходатайствовали её коллеги по Съезду народных депутатов Джемма Скулме, Юрис Закис, Леопольд Озолиньш, Виктор Скудра, Янис Вагрис, Марина Костенецкая, Альфред Чепанис, Раймонд Паулс, Янис Петерс, Рита Кукайн и другие.

## Награды
1980 — почётное звание «Заслуженный деятель культуры Латвийской ССР» за заслуги в коммунистическом воспитании трудящихся.
В 2010 году в связи с 20-летием Декларации независимости Латвии награждена орденом Трёх звёзд IV степени.